# Salcia (Prahova megye)
Salcia község Prahova megyében, Munténiában, Romániában.  A község egyetlen faluból, Salcia-ból áll.

## Fekvése
A megye keleti részén található, a megyeszékhelytől, Ploieşti-től, negyvennégy kilométerre északkeletre, a Rast és a Valea Ciinel patakok mentén, a Szubkárpátok dombságain. 

## Történelem
A 19. század végén a község Prahova megye Podgoria járásához tartozott. A községnek ekkor 1700 lakosa, egy iskolája és egy 1867-ben felszentelt temploma volt. 
1950-ben közigazgatási átszervezés alapján, a Prahova-i régió Urlați rajonjához került, majd 1952-től a Ploiești régió Mizil rajonjához csatolták.
1968-ban ismét megyerendszert vezettek be az országban, így megint Prahova megye része lett.

## Lakossága
A nemzetiségi megoszlás a következő:
| 2002     | 2002 | 2002    |
| -------- | ---- | ------- |
| Románok  | 1218 | 100,00% |
| Összesen | 1218 | 100,0%  |

## Külső hivatkozások
- A településről
- asociatiaturismprahova.ro Archiválva 2016. július 13-i dátummal a Wayback Machine-ben
- 2002-es népszámlálási adatok
- Marele Dicționar Geografic al României